# ジェンニ・ダールマン
ジェンニ・ダールマン（Jenni Dahlman、1981年10月27日-）は、フィンランドピッキオ出身のモデルである。身長178cm、体重58㎏。

## 略歴
ジェンニは父ハンヌと母アリスの間に生まれた。兄が一人いる。14歳でモデルとなり、2000年にミス・フィンランドに選ばれ、翌2001年にミス・スカンジナビアに選ばれた。また同年、マレーシアのクアラルンプールで開催されたミスコンテストで準優勝になった。フィンランド語の他、スウェーデン語と英語に堪能である。
2002年初めにF1ドライバーのキミ・ライコネンと出会い、2004年7月31日に結婚した。スイスのバールに住んだこともあるが、ヘルシンキにアパート、ポルッカラに別荘を持っている。2005年は馬術家に転身するために、モデルを引退。ジェンニは7頭の馬を所有している。
2007年10月にヘルシンキにオープンしたプライベートクラブを共同経営していた他、2008年2月にタグ・ホイヤーの広告モデルとなった。
2013年にライコネンと離婚した。
その後の動向は明らかにされなかったが、アイスホッケー選手のオッシ・バーナネンと再婚し、二人の男児をもうけた。